# Proracris insignis
Proracris insignis är en insektsart som först beskrevs av Carl Eduard Adolph Gerstäcker 1889. 
Proracris insignis ingår i släktet Proracris och familjen Romaleidae. Inga underarter finns listade i Catalogue of Life.